# Barrington Moore
Barrington Moore Jr. (12 de mayo de 1913 - 16 de octubre de 2005) fue un sociólogo político de Estados Unidos. 
Es conocido por su libro Los orígenes sociales de la Dictadura y la Democracia: Señor y Campesino en la Formación del Mundo Moderno (1966), un estudio comparado de la modernización en Gran Bretaña, Francia, Estados Unidos, China, Japón e India, al tiempo que una historia de las ideas que condujeron al totalitarismo.